# Mecsekpölöske
Mecsekpölöske (kroatisch Pliške) ist eine ungarische Gemeinde im Kreis Komló im Komitat Baranya.

## Geografische Lage
Mecsekpölöske liegt sechzehn Kilometer nördlich des Komitatssitzes Pécs und gut fünf Kilometer nordwestlich der Stadt Komló, an dem Fluss Kaszárnya-patak. Nachbargemeinden sind Mecsekjánosi und Magyarszék.

## Geschichte
Im Jahr 1913 gab es in der damaligen Kleingemeinde 81 Häuser und 447 Einwohner auf einer Fläche von 1291 Katastraljochen. Sie gehörte zu dieser Zeit zum Bezirk Hegyhát im Komitat Baranya.

## Sehenswürdigkeiten
- Denkmal der Bergarbeiter (Bányászok emlékére)
- Römisch-katholisches Kirche Iskolakápolna mit Glockenturm, erbaut 1911

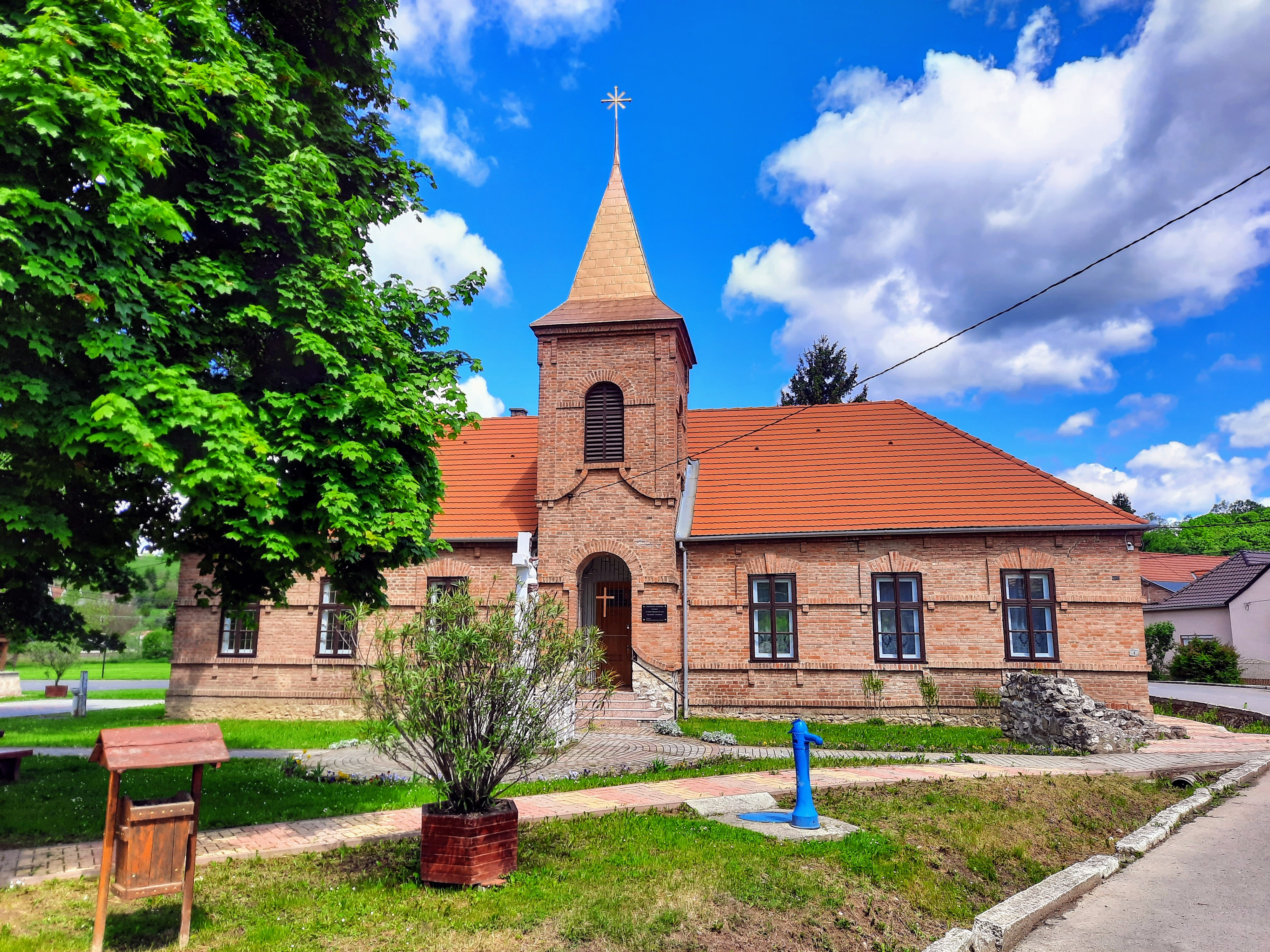
Römisch-katholisches Kirche
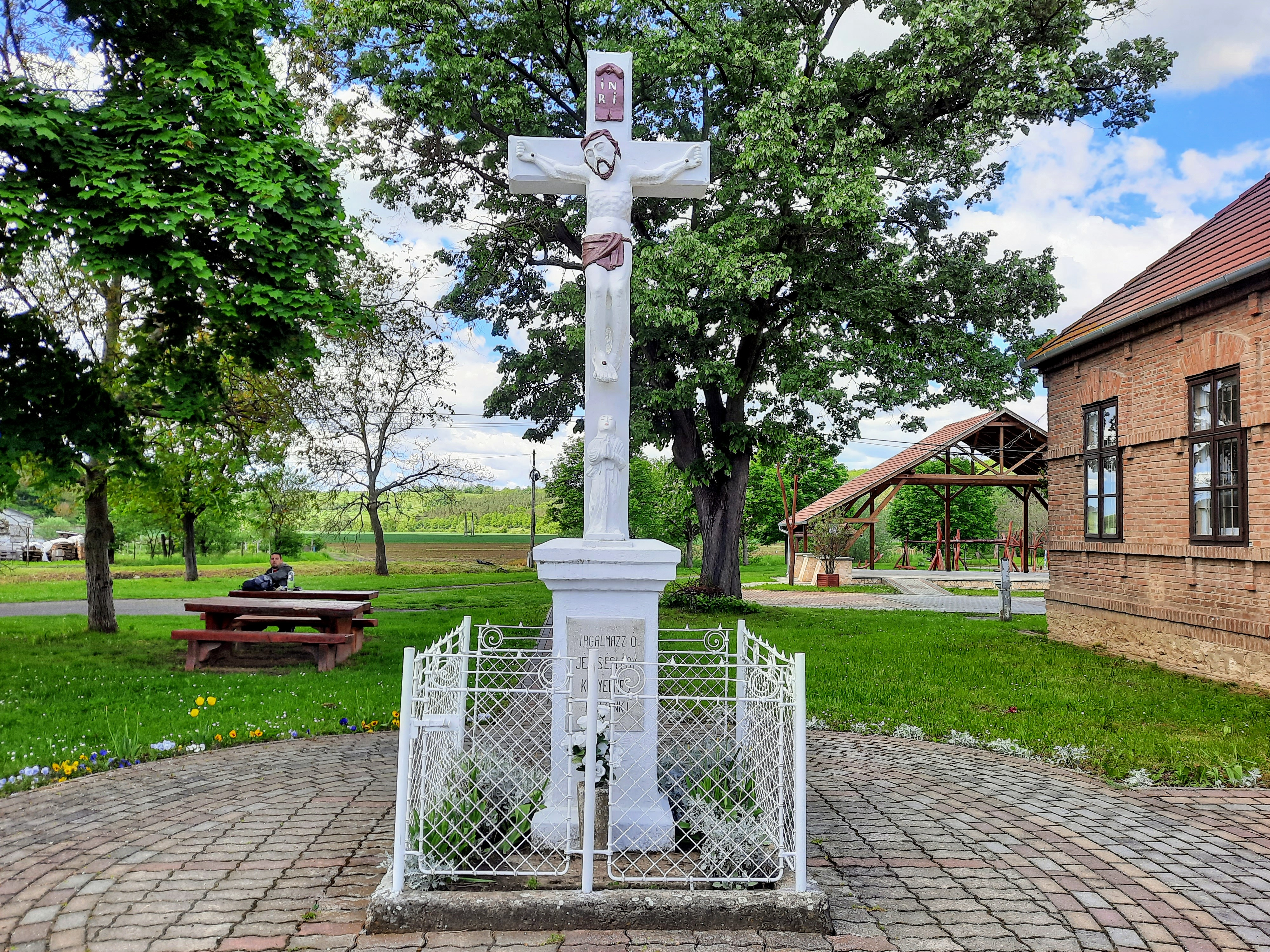
Kruzifix vor der Kirche
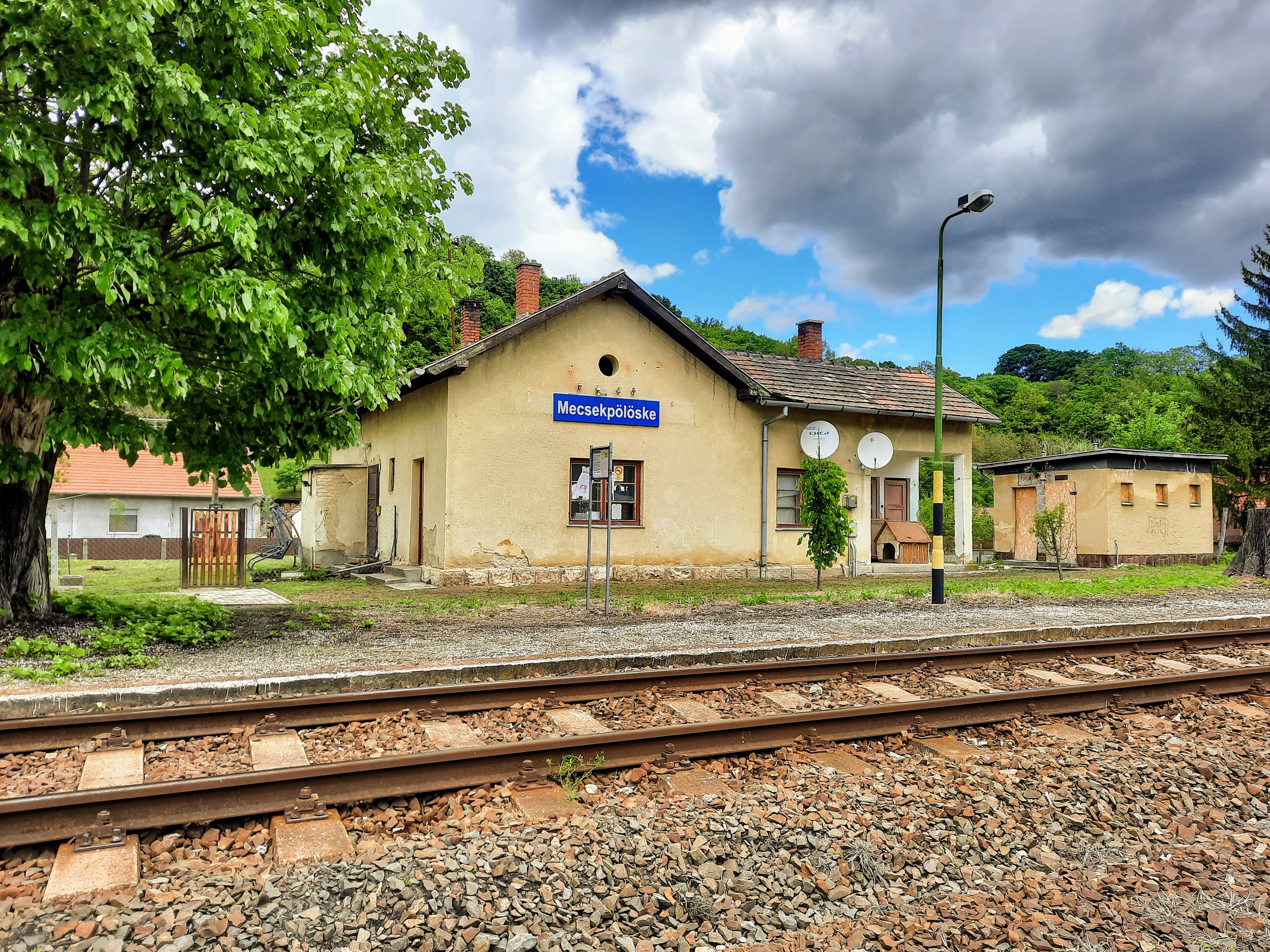
Bahnhof Mecsekpölöske
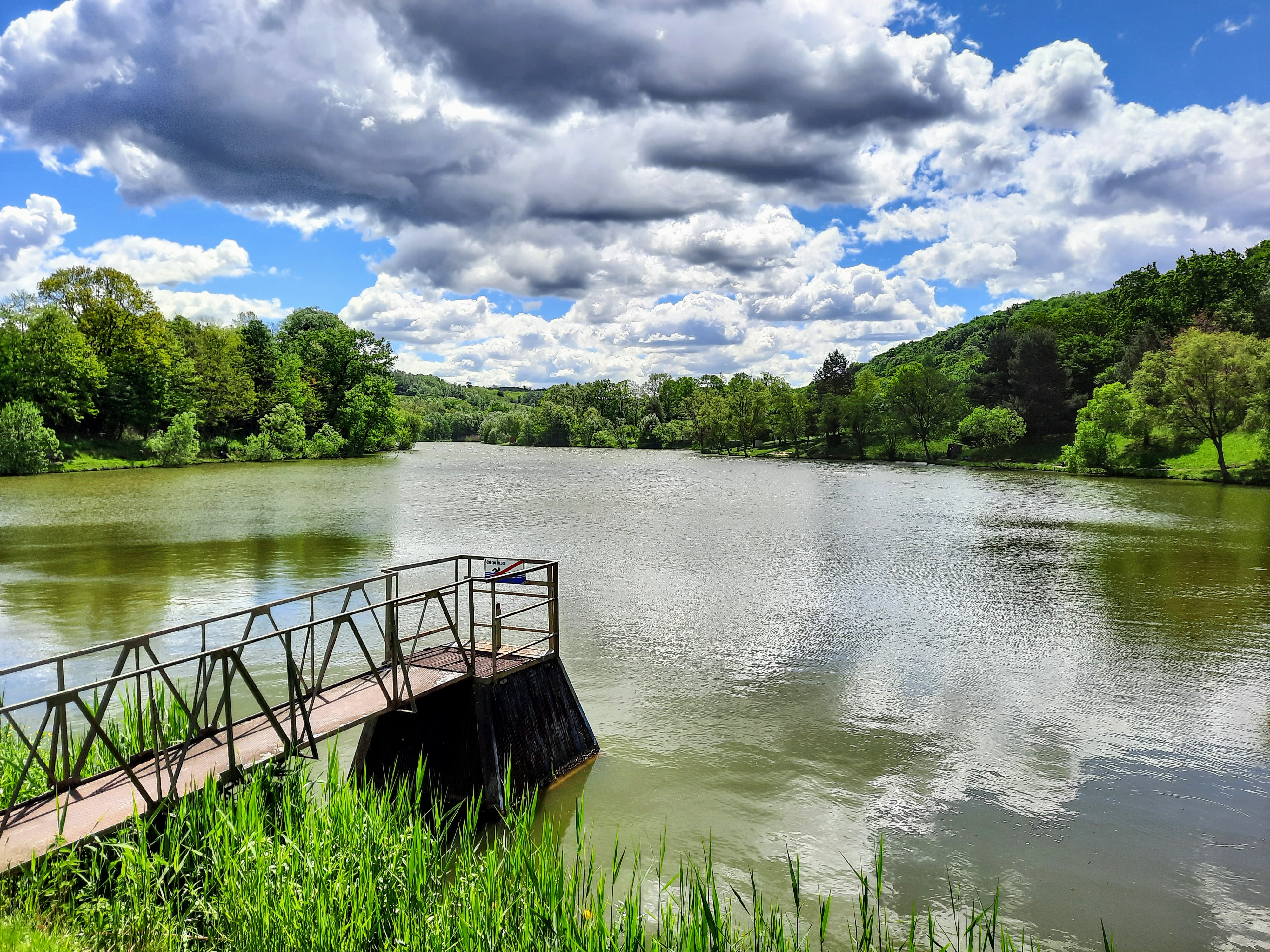
See, südlich des Ortes gelegen

## Verkehr
Durch Mecsekpölöske führt die Landstraße Nr. 6542. Die Gemeinde ist angebunden an die Eisenbahnstrecke von Sásd nach Komló. Weiterhin bestehen Busverbindungen nach Komló, Magyarszék und über Oroszló nach Sásd.